# نموذج قائم على الوكيل
النموذج القائم على الوكيل (ABM) هو نوع محدد من النماذج الحاسوبية التي تحاكي سلوك وتفاعلات مجموعة متنوعة من الوكلاء المستقلين أو المتعاونين، سواء كانوا مجتمعين أو كل على حده. الهدف الأساسي لهذا النموذج هو فهم ديناميكيات النظام والتنبؤ بنتائجه المحتملة. يجمع هذا النوع من النمذجة بين عدة تخصصات علمية بما فيها نظرية الألعاب، والأنظمة المعقدة، وعلم الاجتماع الحاسوبي، والأنظمة متعددة الوكلاء، والبرمجة التطورية. يتم تطبيق طريقة مونت كارلو لفهم العشوائية المتأصلة داخل هذه النماذج. وفي بعض الأحيان يطلق عليها أيضًا نماذج قائمة على الأفراد خاصة ضمن سياق علم البيئة. هناك العديد من الدراسات الحديثة حول أنماط النماذج الفردية والنماذج المتعددة وأنظمة العوامل المتعددة تظهر أن هذه الأنواع من النماذج مستخدمة بشكل واسع عبر مختلف مجالات العلوم بما في ذلك علم الأحياء والبيئة وعلم الاجتماع. ومع ذلك فإن النمذجة القائمة على الوكلاء تختلف قليلًا عن مفهوم الأنظمة متعددة الوكلاء والمحاكاة حيث أنها تهدف أساسًا للبحث عن رؤى توضيحية حول السلوك الجماعي للوكلاء الذين يتبعون قواعد بسيطة بدلًا من تصميم وكلاء محددين أو حل مشكلات هندسية محددة.
نماذج العوامل هي نوع من النماذج الصغير،  التي تحاكي العمليات والتفاعلات المتزامنة لعوامل متعددة في محاولة لإعادة إنشاء والتنبؤ بظهور ظواهر معقدة. هذه العملية هي عملية ظهور، والتي يعبر عنها البعض بأن "الكل أكبر من مجموع أجزائه". بعبارة أخرى، تظهر خصائص النظام عالية المستوى من تفاعلات الأنظمة الفرعية منخفضة المستوى. أو، تظهر تغيرات الحالة على النطاق الكلي من سلوكيات العوامل على النطاق الجزئي. أو، تولد السلوكيات البسيطة (بمعنى القواعد التي تتبعها العوامل) سلوكيات معقدةً (بمعنى تغيرات الحالة على مستوى النظام بأكمله).
عادةً ما توصف العوامل الفردية بأنها عقلانية بشكل محدود، ويفترض أنها تتصرف بما تراه في مصلحتها الخاصة، مثل التكاثر أو المنفعة الاقتصادية أو المكانة الاجتماعية،  باستخدام الاستدلال أو قواعد اتخاذ القرارات البسيطة. قد تواجه عوامل نموذج العوامل "تعلمًا" وتكيفًا وتكاثرًا.
تتكون معظم نماذج العوامل من: (1) العديد من العوامل المحددة على مستويات مختلفة (يشار إليها عادةً باسم دقة العامل)؛ (2) استدلالات اتخاذ القرارات؛ (3) قواعد التعلم أو العمليات التكيفية؛ (4) طوبولوجيا التفاعل؛ (5) بيئة. عادةً ما يتم تنفيذ نماذج العوامل كمحاكاة حاسوبية، إما كبرامج مخصصة، أو عبر أدوات نمذجة العوامل، ويمكن استخدام هذا البرنامج بعد ذلك لاختبار كيفية تأثير التغيرات في السلوكيات الفردية على السلوك العام الناشئ للنظام.

## التاريخ
طُورت فكرة النموذج القائم على الوكيل كمفهوم بسيط نسبيًا في أواخر الأربعينيات. نظرًا لأنّه يتطلّب إجراءات كثيفة الحساب، لم يصبح شائعًا حتّى التسعينيات.

### التطورات المبكرة
يعود تاريخ نموذج الوكيل إلى آلة فون نيومان النظرية القادرة على التكاثر. كانت الآلة التي اقترحها جون فون نيومان ستتبع تعليمات مفصلة بدقة لصنع نسخة من نفسها. ثم بنى على هذا المفهوم صديق فون نيومان ستانيسلاف أولام، وهو أيضًا عالم رياضيات؛ اقترح أولام أن يتم بناء الآلة على الورق، كمجموعة من الخلايا على شبكة. أثارت الفكرة اهتمام فون نيومان، الذي رسمها - وخلق أولى الأجهزة التي تسمى فيما بعد الأوتوماتا الخلوية. تم تقديم تقدم آخر من قبل عالم الرياضيات جون كونواي. لقد بنى لعبة الحياة المعروفة جيدًا. على عكس آلة فون نيومان، عملت لعبة الحياة لدى كونواي بقواعد بسيطة في عالم افتراضي على شكل لوح شطرنج ثنائي الأبعاد.
كانت لغة البرمجة سيمولا، التي تم تطويرها في منتصف الستينيات وتم تنفيذها على نطاق واسع بحلول أوائل السبعينيات، هي الإطار الأول لأتمتة المحاكاة خطوة بخطوة للوكلاء.

### السبعينات والثمانينات: النماذج الأولى
كان من أوائل النماذج التي اعتمدت على مفهوم الوكلاء نموذج التفرقة الذي وضعه توماس شيليغ، والذي نُوقش في بحثه الموسوم "نماذج ديناميكية للتفرقة" عام 1971. ورغم أن شيليغ استعان في البداية بالعملات المعدنية وأوراق الرسم البياني بدلًا من الحواسيب، إلا أن نماذجه جسّدت الفكرة الأساسية للنماذج الوكيلية، وهي تفاعل وكلاء مستقلين في بيئة مشتركة ينتج عنه نمط سلوكي جماعي.
وفي أواخر السبعينيات، بدأ بولين هوغيويغ وبرس هسبير في تجريب نماذج فردية في مجال علم البيئة. وكانت إحدى نتائجهم الأولى إثبات أن البنية الاجتماعية لمستعمرات النحل الطنانة نتجت عن قواعد بسيطة تحكم سلوك النحلة الفردية. وقد أدخلا مبدأ "القيام بما ينبغي فعله"، في إشارة إلى الطريقة التي يتصرّف بها الوكيل في أي لحظة زمنية.
في بدايات الثمانينيات أقام روبرت أكسلرود بطولة لاستراتيجيات لعبة السجين، حيث تفاعلت هذه الاستراتيجيات وكأنها وكلاء لتحديد الفائز. وسيواصل أكسلرود تطوير العديد من النماذج الوكيلة الأخرى في حقل العلوم السياسية التي تتناول ظواهر مثل العرقية المركزية وانتشار الثقافات. وبحلول نهاية ذلك العقد، أسهم عمل كريغ رينولدز في نماذج التجمع في تطوير بعض أوائل النماذج البيولوجية الوكيلة التي تضمنت خصائص اجتماعية. وقد سعى إلى محاكاة سلوك الكائنات الحية، وهو ما يُعرف بالحياة الاصطناعية، وهو مصطلح صاغه كريستوفر لانغتون.
ومن الصعب تحديد أول استخدام لكلمة "وكيل" بالمعنى المتداول حاليًا. ويبدو أن أحد المرشحين الأوائل هو ورقة جون هولاند وجون إتش ميلر لعام 1991 بعنوان "الوكلاء التكيفيون الاصطناعيون في النظرية الاقتصادية"،  استنادًا إلى عرض مؤتمر سابق لهما. ومرشح أقوى وأسبق هو آلان نيول، الذي ناقش مفهوم الوكلاء الأذكياء في خطاب رئاسة جمعية النهوض بالذكاء الاصطناعي بعنوان "المستوى المعرفي".
شهدت الثمانينيات تضافر جهود علماء الاجتماع والرياضيات وباحثي العمليات، بالإضافة إلى باحثين من مختلف التخصصات، لتطوير نظرية التنظيم الحسابي والرياضي (CMOT). وقد حظي هذا المجال باهتمام كبير من معهد العلوم الإدارية (TIMS) وجمعية بحوث العمليات في أمريكا (ORSA).

### التسعينات: التوسع
كانت حقبة التسعينات شاهدة على ازدهار نموذج الوكيل (ABM) في حقل العلوم الاجتماعية. ومن أبرز المساعي في هذا المضمار، مشروع "سوجارسكيب" الشامل الذي صممه جوشوا إم. إبستين وروبرت أكسيل بغرض محاكاة واستقصاء دور الظواهر الاجتماعية كالهجرات الموسمية والتلوث والتكاثر الجنسي والصراع وانتقال الأمراض وحتى الثقافة. ومن التطورات البارزة الأخرى في التسعينيات، نموذج الوكيل الذي ابتكرته كاثرين كارلي من جامعة كارنيغي ميلون، والذي استهدف استكشاف التطور المتبادل للشبكات الاجتماعية والثقافة. وقد كان معهد سانتا في (SFI) حجر زاوية في تشجيع تطوير منصة نمذجة الوكيل "سوارم" تحت قيادة كريستوفر لانغتون. وقد مكّن البحث الذي أُجري من خلال معهد سانتا في من توسيع تقنيات نمذج الوكيل لتشمل عددًا من المجالات، بما في ذلك دراسة الديناميات الاجتماعية والمكانية للمجتمعات البشرية الصغيرة والقردة العليا. وخلال هذه الفترة الزمنية، أصدر نايجل غيلبرت أول كتاب دراسي عن المحاكاة الاجتماعية بعنوان "المحاكاة للعلوم الاجتماعية" (1999) وأسس مجلة من منظور العلوم الاجتماعية هي "مجلة المجتمعات الاصطناعية والمحاكاة الاجتماعية" (JASSS). علاوة على ذلك، فإن نماذج الوكيل لأي تخصص تدخل ضمن نطاق مجلة سبرينجر المفتوحة "نمذجة الأنظمة المعقدة التكيفية" (CASM).
في منتصف التسعينات بدأ محور العلوم الاجتماعية في مجال النمذجة القائمة على الوكلاء بالتوجّه نحو دراسة قضايا كتصميم فرق العمل التي تحقق الكفاءة، وفهم آليات التواصل الضرورية لتحقيق الفعالية التنظيمية، وسلوك الشبكات الاجتماعية. وقد شهد مجال تحليل المنظمات والتقنيات التنظيمية - الذي أعيدت تسميته لاحقًا إلى التحليل الحسابي للأنظمة الاجتماعية والتنظيمية (CASOS) - تزايدًا ملحوظًا في دمج النمذجة القائمة على الالوكلاء. يقدم سامويلسون (2000) نظرة عامة جيدة على بدايات هذا المجال،  بينما يتتبّع سامويلسون (2005) وسامويلسون وماكال (2006) التطورات الأكثر حداثة.
في أواخر التسعينات من القرن الماضي، أسفر اندماج معهد العلوم الإدارية وجمعية بحوث العمليات في الولايات المتحدة الأمريكية عن تكوين "معهد بحوث العمليات والعلوم الإدارية" (INFORMS). وقد أدى هذا الاندماج، إلى جانب انتقال المعهد الجديد إلى عقد اجتماع سنوي واحد بدلًا من اجتماعين، إلى حث مجموعة "نظرية التنظيم الحسابي والرياضي" على تأسيس جمعية مستقلة، ألا وهي الرابطة الأمريكية الشمالية لعلوم الحاسوب الاجتماعية والتنظيمية (NAACSOS). كانت كاثرين كارلي من المساهمين الرئيسيين في تأسيس هذه الرابطة، ولا سيما في مجال نماذج الشبكات الاجتماعية، حيث حصلت على تمويل من المؤسسة الوطنية للعلوم لعقد المؤتمر السنوي وشغلت منصب أول رئيس للرابطة. وخلفها في هذا المنصب ديفيد سالاش من جامعة شيكاغو ومختبر أرجون الوطني، ثم مايكل برييتولا من جامعة إيموري.
وفي نفس الفترة تقريبًا التي تأسست فيها الرابطة الأمريكية، تم تأسيس الرابطة الأوروبية لمحاكاة الاجتماعية (ESSA) والرابطة الآسيوية الباسيفيكية للنهج القائم على الوكلاء في علوم النظام الاجتماعي (PAAA)، وهما نظيرتان للرابطة الأمريكية. وفي 2013 بدأت هذه المنظمات الثلاث بالتعاون على المستوى الدولي. وقد عُقد المؤتمر العالمي الأول لمحاكاة الاجتماعية برعاية مشتركة بينها في مدينة كيوتو اليابانية في أغسطس عام 2006.[بحاجة لمصدر] كما عُقد المؤتمر العالمي الثاني في ضواحي شمال فيرجينيا بواشنطن العاصمة في يوليو عام 2008، حيث لعبت جامعة جورج ماسون دورًا رئيسيًا في الترتيبات المحلية.

### عقد 2000
في بدايات الألفية الثالثة، شهد مجال المحاكاة القائمة على الوكلاء تطورات ملحوظة بفضل جهود باحثين رائدين مثل رون سن، حيث طور أساليب مبتكرة لبناء محاكاة تستند إلى نماذج الإدراك البشري، مما أدى إلى ظهور ما يعرف بالمحاكاة الاجتماعية الإدراكية. كما ساهم باحثون آخرون من جامعة كاليفورنيا، لوس أنجلوس مثل بيل مكيلفي وسوزان لوهمان، بشكل كبير في تطوير هذا المجال، لا سيما في مجال سلوك المنظمات وصنع القرار. وقد أصبح المؤتمر السنوي الذي تنظمه الجامعة في بحيرة أروهد ملتقىً رئيسيًا للباحثين في هذا الحقل.

### عقد 2020
شهد العقد الثاني من الألفية الثالثة تطورات نوعية في مجال المحاكاة القائمة على الوكلاء، وذلك بفضل ظهور نماذج اللغة الكبيرة. فقد بدأ الباحثون في تطبيق هذه النماذج على النمذجة القائمة على الوكلاء، مما أتاح لهم بناء محاكاة أكثر تعقيدًا وواقعية. وقد أظهرت إحدى الدراسات الرائدة في هذا المجال قدرة نماذج اللغة الوكيلية على التفاعل في بيئة محاكاة لأداء مهام معقدة مثل تخطيط حفلات أعياد الميلاد وإجراء الانتخابات.

## النظرية
تُركز غالبية الأبحاث في مجال النمذجة الحسابية على دراسة الأنظمة في حالة اتزان واستقرار. غير أن النموذج القائم على الوكيل يوفر - من خلال مجموعة من القواعد البسيطة - وسيلة لفهم السلوك المعقد للأنظمة. ويتحقق ذلك من خلال ثلاثة مفاهيم رئيسية وهي الكيانات كأشياء مستقلة، والظواهر الناشئة، والتعقيد الناتج عن التفاعلات.
تعتمد النماذج القائمة على الوكيل على كيانات تتفاعل فيما بينها بطريقة ديناميكية، مما يؤدي إلى ظهور أنماط سلوك معقدة تشبه تلك التي نلاحظها في العالم الواقعي. وقد تكون هذه الكيانات ذكية أو قادرة على اتخاذ قرارات، مثل الأشجار التي تسعى للحصول على الموارد. وتستند هذه النماذج إلى مجموعة من الفرضيات التي يضعها المصمم، مما يؤدي إلى نتائج متنوعة قد تشمل حالات الاتزان أو ظهور أنماط سلوكية جديدة كليًا.
يمثل النموذج القائم على الوكيل إضافة نوعية للنماذج التحليلية التقليدية، حيث يُمكنه تفسير ظهور أنماط معقدة على المستوى الكلي، مثل شبكات الإنترنت وتوزيعات الاختناقات المرورية. كما يساهم في تحديد "نقاط التحول" التي يمكن من خلالها تحقيق تغييرات كبيرة في النظام بأكمله. ويركز هذا النوع من النمذجة أيضًا على دراسة مرونة الأنظمة وقدرتها على التكيف مع التغيرات والضغوط الخارجية، مع الأخذ في الاعتبار التنوع الكبير في الكيانات وطبيعة التفاعلات بينها.

### الإطار
أوضحت الأبحاث الجارية في حقل نمذجة محاكاة الأنظمة المعقدة المتأقلمة ضرورة التكامل بين النماذج المعتمدة على الوكلاء والنماذج الشبكية المعقدة،  وقدمت إطارًا يضم أربعة مستويات لتصميم نماذج الأنظمة المعقدة المتأقلمة، مستندة في ذلك إلى العديد من الدراسات الحاليه متعددة التخصصات:
- مستوى نمذجة الشبكات المعقدة: لتطوير النماذج باستخدام بيانات تفاعل مكونات النظام المختلفة.
- مستوى النمذجة الاستكشافية القائمة على الوكلاء: لتطوير نماذج قائمة على الوكلاء لتقييم جدوى المزيد من البحث. يمكن أن يكون هذا مفيدًا، على سبيل المثال، لتطوير نماذج إثبات المفهوم مثل طلبات التمويل دون الحاجة إلى منح الباحثين منحنى تعليمي واسع النطاق.
- النمذجة الوصفية القائمة على الوكلاء (DREAM): لتطوير وصفات للنماذج القائمة على الوكلاء باستخدام قوالب والنماذج القائمة على الشبكات المعقدة. يتيح بناء هذه النماذج مقارنة النماذج عبر التخصصات العلمية.
- النمذجة القائمة على الوكلاء الموثقة باستخدام نظام متعدد الوكلاء الافتراضي (VOMAS): لتطوير نماذج موثقة ومصدقة بطريقة رسمية.

من بين السبل الأخرى لتصوير النماذج المعتمدة على الوكلاء قوالب البرمجة، فضلًا عن الطرق النصية كبروتوكول ODD الذي يتضمن نظرة عامة ومفاهيم التصميم وتفاصيله الدقيقة.
تتخذ البيئة التي يتفاعل فيها الوكلاء، سواء كانت واسعة أم ضيقة،  أهمية بالغة في سياق النمذجة والمحاكاة المعتمدة على الوكلاء. فبينما تساهم البيئة البسيطة في وجود وكلاء بأفعال بسيطة، فإن البيئات المعقدة تفضي إلى تنوع في السلوكيات.

### النمذجة متعددة المقاييس
من نقاط القوة الأساسية في نمذجة الوكيل قدرته على التوسط في تدفق المعلومات بين المقاييس المختلفة. فعندما يحتاج الباحث إلى تفاصيل إضافية حول وكيل معين، يمكنه دمج النموذج الخاص به مع نماذج أخرى تصف هذه التفاصيل الإضافية. وعندما يهتم الباحث بالسلوكيات الناشئة التي يظهرها مجتمع الوكلاء، يمكنه دمج نموذج الوكيل مع نموذج مستمر يصف ديناميكيات المجتمع.

## التطبيقات

### في علم الأحياء
قد وجدت النمذجة القائمة على العوامل تطبيقًا واسعًا في حقل الأحياء. شمل ذلك تحليل انتشار الأوبئة،  وتقييم تهديدات الحرب البيولوجية، ومسائل بيولوجية متنوعة مثل ديناميكيات التجمعات السكانية،  والتعبير العشوائي للجينات،  والتفاعلات بين النبات والحيوان،  وبيئة الغطاء النباتي،  وبيئة الهجرة،  وتنوع المناظر الطبيعية،  وعلم الاجتماع البيولوجي. امتد الأمر إلى دراسة نمو وانهيار الحضارات القديمة، وتطور السلوك العرقي،  والنزوح القسري،  وديناميكيات اختيار اللغة،  وحتى إلى النمذجة المعرفية. وفي المجال الطبي الحيوي، استُخدمت هذه النماذج في نمذجة تكوين أنسجة الثدي ثلاثية الأبعاد،  ودراسة آثار الإشعاع المؤين على ديناميكيات مجموعات الخلايا الجذعية الثديية،  وتحليل الالتهاب،  والجهاز المناعي البشري،  وتطور سلوكيات التغذية. كما طُورت أنظمة دعم قرارات طبية استنادًا إليها، مثل تلك الخاصة بسرطان الثدي. وفي الآونة الأخيرة، باتت هذه النماذج أداة قيمة في نمذجة الأنظمة الدوائية في مراحلها المبكرة والما قبل السريرية، مما يساهم في تطوير الأدوية واكتساب رؤى أعمق حول الأنظمة البيولوجية. كما خضعت تطبيقاتها العسكرية للتقييم. ولم تتوقف تطبيقات هذه النماذج عند هذا الحد، بل امتدت إلى دراسة الأنظمة البيولوجية على المستوى الجزيئي. كما تم توظيفها لوصف العمليات البيئية في الأنظمة القديمة، مثل تلك الموجودة في بيئات الديناصورات وأنظمة أكثر حداثة.

### في علم الأوبئة
تُكمّل نماذج الوكلاء اليوم النماذج الحظيرية التقليدية، وهي النمط السائد في النماذج الوبائية. وقد أظهرت نماذج الوكلاء تفوقًا على نظيراتها الحظيرية من حيث دقة التنبؤات. وفي الآونة الأخيرة، استُخدمت نماذج وكلاء مثل "كوفيد سيم"، التي طورها عالم الأوبئة نيل فيرجسون، لتوجيه التدخلات الصحية العامة (غير الدوائية) لمواجهة انتشار فيروس كورونا المستجد. ورغم تعرض نماذج الوكلاء الوبائية لانتقادات بسبب تبسيطها وافتراضاتها غير الواقعية، إلا أنها تبقى أداة مفيدة في توجيه القرارات المتعلقة بتدابير التخفيف والوقاية، شريطة معايرة نماذج الوكلاء بدقة. غالبًا ما تستند نماذج الوكلاء لمثل هذه المحاكاة إلى مجتمعات اصطناعية، خاصة عندما تفتقر البيانات الواقعية للمجتمعات الحقيقية.
| البرنامج        | السنة | المصدر        | الوصف |
| --------------- | ----- | ------------- | --- |
| Covasim         | 2021  | [ 62 ]        | نموذج SEIR بلغة بايثون مع تركيز على الميزات لدراسة آثار التدخلات.                                                              |
| OpenABM-Covid19 | 2021  | [ 63 ]        | نموذج وبائي لانتشار كوفيد-19، يُحاكي كل فرد في مجتمع مع واجهاتٍ لكل من اللغتين آر وبايثون، لكن يستخدم لغة سي للحسابات الكثيفة.   |
| OpenCOVID       | 2021  | [ 64 ] [ 65 ] | نموذج انتقال قائم على الأفراد لعدوى سارس-كوف-2 وديناميكيات مرض كوفيد-19، مُطوَّر في المعهد السويسري للصحة العامة والطب الاستوائي. |

### في الأعمال والتكنولوجيا ونظرية الشبكات
استُخدمت النماذج القائمة على الوكلاء منذ منتصف التسعينيات لتناول طيف واسع من التحديات التجارية والتكنولوجية. تشمل تطبيقاتها المتنوعة: التسويق، والسلوك التنظيمي والإدراكي، والعمل الجماعي، وتحسين سلاسل التوريد واللوجستيات، ونمذجة سلوك المستهلك بما في ذلك آثار الشبكات الاجتماعية، والتواصل الشفهي، والحوسبة الموزعة، وإدارة القوى العاملة، وإدارة المحافظ الاستثمارية. كما استُغلت في تحليل ظاهرة الازدحام المروري.
وفي الآونة الأخيرة، توسعت تطبيقات النمذجة والمحاكاة القائمة على الوكلاء لتشمل مجالات جديدة كدراسة تأثير اختيار أماكن النشر العلمي من قبل الباحثين في مجال الحاسوب، ومحاكاة توصيل المعلومات في البيئات المساعدة المحيطة. علاوة على ذلك، تم توظيف نماذج الوكلاء لتحليل انتشار المنشورات على منصات التواصل الاجتماعي كفيسبوك. وفي سياق الشبكات المعقدة، كالشبكات الندية والعشوائية، أثبتت هذه النماذج جدواها في التحليل والتنبؤ. كما تم اقترانها بأطر عمل المواصفات الرسمية في مجال الحاسوب وشبكات الاستشعار اللاسلكية.
يُعد البحث التطوري القائم على الوكلاء مجالًا واعدًا في البحث العلمي، حيث يهدف إلى تطوير خوارزميات مبتكرة لحل المشكلات المعقدة في مجال التحسين.

### في علم الفرق
في حقل علم الفريق، تم استثمار النمذجة القائمة على العوامل لتقييم الأثر المتبادل بين خصائص وأحكام الأفراد الأعضاء في الفريق، وذلك على أداء الفريق في بيئات متنوعة. من خلال محاكاة تفاعلات هذه العوامل – حيث يمثل كل عامل فردًا يتميز بمجموعة فريدة من السمات والقيم – يتسنى للباحثين استكشاف الكيفية التي تتأثر بها ديناميكيات الفريق ونتائجه بهذه العوامل مجتمعة. وبالتالي، فإن النمذجة القائمة على العوامل توفر أداة تحليلية دقيقة لاستكشاف علم الفريق بعمق، مما ييسر فهم التفاصيل الدقيقة والمتغيرات المؤثرة في التعاونات الجماعية.

### في الاقتصاد والعلوم الاجتماعية
شهدت الفترة التي أعقبت الأزمة المالية العالمية لعام 2008 اهتمامًا متزايدًا بنماذج الوكلاء المستقلين كأداة واعدة لتحليل الظواهر الاقتصادية المعقدة. على عكس النماذج التقليدية التي تفترض الوصول إلى حالة توازن، تستبدل هذه النماذج مفهوم "الوكيل النموذجي" بجمهور متنوع من الوكلاء الذين يتسمون بسلوكيات ديناميكية ومترابطة، بما في ذلك ظاهرة تقليد الجماعة. تعتمد هذه النماذج نهجًا "صعوديًا"، حيث يتم بناء الاقتصاد الكلي من تفاعلات الأفراد. وبذلك، تتمكن من توليد اقتصادات محاكاة تتميز بالتعقيد والتذبذب، بما في ذلك الظواهر مثل الانهيارات الاقتصادية والانتعاشات السريعة التي تنشأ عن استجابات غير خطية لتغيرات صغيرة.
وقد لاقت هذه النماذج قبولًا واسعًا في الأوساط الأكاديمية، حيث اعتبرتها مجلة "الإيكونوميست" بديلًا واعدًا للنماذج التقليدية. كما دعت مجلة "نيتشر" إلى استخدامها على نطاق أوسع، مشيرة إلى قدرتها على تمثيل الأسواق المالية والظواهر الاقتصادية المعقدة بشكل أفضل. وقد أكد باحثون مثل جيه. دوين فارمر ودونكان فولي على أهمية هذه النماذج في تحقيق التوازن بين الرؤية الكينزية للاقتصاد المعقد وبين الرؤية النيوكلاسيكية القائمة على الأسس الدقيقة. وقد حققت هذه النماذج نجاحًا ملحوظًا في نمذجة أجزاء محددة من الاقتصاد، إلا أن الباحثين يسعون إلى تطوير نموذج شامل يجمع بين مختلف المستويات الاقتصادية. وأظهرت الدراسات التي استخدمت هذه النماذج قدرتها على محاكاة سلوك الأسواق المالية بدقة عالية، حيث تمكنت من ربط بين بنية الشبكات الاجتماعية ومؤشرات سوق الأسهم. ومع ذلك، تواجه هذه النماذج بعض الانتقادات، حيث يشير بعض الباحثين إلى صعوبة تكرار النتائج، إذ يمكن أن تؤدي نماذج مماثلة إلى نتائج مختلفة تمامًا.
وجدت نماذج الوكلاء تطبيقًا واسعًا في حقل العمارة والتخطيط العمراني، حيث استُخدمت لتقييم التصاميم العمرانية ومحاكاة تدفقات المشاة في البيئات الحضرية،  ودراسة آثار السياسات العامة على استخدام الأراضي. كما برز دور هذه النماذج في التحليل الاجتماعي والاقتصادي، لا سيما في تقييم آثار الاستثمارات في البنية التحتية، وذلك بفضل قدرتها على رصد التغيرات النظامية على المستويين الاجتماعي والاقتصادي. علاوة على ذلك، يمكن لهذه النماذج أن تعكس بسهولة التباينات والتحولات الاجتماعية، مما يجعلها أداة قيمة لدراسة ظواهر مثل عدم المساواة في الثروة والتنقل الاجتماعي.
ولم يقتصر استخدام نماذج الوكلاء على المجالات المذكورة، بل تعدّت إلى حقل العلاقات الدولية، حيث اقترحت كأداة تعليمية عملية للدبلوماسيين،  وكأداة مساعدة لصانعي القرار على المستويين المحلي والدولي في تقييم السياسات العامة.
وفي سياق آخر اكتسبت نماذج الوكلاء أهمية متزايدة في مجال تحليل أنظمة الطاقة، خاصة في دراسة أسواق الكهرباء. وتشهد نماذج مثل أميريس،  وأسوم،  وإي إم لاب،  وباور إيه سي إي،  تطورًا ملحوظًا في هذا المجال، مما يسهل فهم ديناميكيات أسواق الكهرباء في ظل التحول المتسارع نحو الطاقة المتجددة.

### في إدارة المياه
شهد مجال إدارة الموارد المائية تطبيقات مبتكرة لأنظمة الوكلاء الاصطناعيين، حيث تم توظيفها في تخطيط وإدارة هذه الموارد الحيوية. وتحديدًا، استُخدمت هذه الأنظمة في استكشاف ومحاكاة وتوقع أداء التصاميم البنيوية المتعلقة بالمياه، بالإضافة إلى اتخاذ قرارات سياسية مستنيرة. كما تم تقييم قيمة التعاون وتبادل المعلومات في الأنظمة المائية واسعة النطاق من خلال هذه التقنية المتقدمة.

### المحاكاة الموجهة بالوكلاء
يشير مصطلح "المحاكاة الموجهة بالوكلاء" إلى تقسيم واضح إلى فئتين رئيسيتين هما: "أنظمة للوكلاء" و"وكلاء للأنظمة". الأنظمة للوكلاء، والتي تعرف أحيانًا بأنظمة الوكلاء، هي أنظمة تعتمد على الوكلاء في تنفيذ مهامها وتطبيقاتها المتنوعة، والتي تشمل الهندسة والديناميات البشرية والاجتماعية والتطبيقات العسكرية وغيرها. أما وكلاء الأنظمة، فينقسمون إلى فئتين فرعيتين: الأنظمة المدعومة بالوكلاء، والتي تستعين بالوكلاء كأداة مساعدة لتعزيز القدرات الحاسوبية في حل المشكلات، والأنظمة القائمة على الوكلاء، والتي تركز على استخدام الوكلاء في توليد سلوك نموذجي لتقييم الأنظمة وتحليلها.

### السيارات ذاتية القيادة
أشار هالر باخ وزملاؤه إلى إمكانية تطبيق نهج الوكلاء الاصطناعيين في تطوير واعتماد أنظمة القيادة الآلية من خلال إنشاء توأم رقمي للسيارة قيد الاختبار، إلى جانب محاكاة مرورية مجهرية تعتمد على وكلاء مستقلين. كما قامت شركة وايمو بتطوير بيئة محاكاة متعددة الوكلاء تسمى "كاركرافت" لاختبار خوارزميات السيارات ذاتية القيادة. تحاكي هذه البيئة التفاعلات المرورية المعقدة بين السائقين البشريين والمشاة والمركبات الآلية، حيث يتم تمثيل سلوك الأفراد بواسطة وكلاء اصطناعيين يستندون إلى بيانات سلوك بشرية حقيقية. وقد تم طرح الفكرة الأساسية لاستخدام النمذجة القائمة على الوكلاء لفهم السيارات ذاتية القيادة منذ عام 2003.

## التنفيذ
صُممت العديد من الأطر التي تعتمد على النمذجة القائمة على الوكلاء لتلائم بنى الحاسوب التقليدية المتسلسلة من فئة معمارية فون نيومان، مما يحد من سرعة وتوسع هذه النماذج. نظرًا لأن السلوك الناتج في النماذج القائمة على الوكلاء واسعة النطاق يتأثر بشكل كبير بحجم الوكلاء المتفاعلة، فإن قيود التوسع تعيق عملية التحقق من صحة النموذج. وللتغلب على هذه القيود، تم اللجوء إلى الحوسبة الموزعة، حيث ظهرت أطر عمل مثل (Repast HPC) المصممة خصيصًا لهذا الغرض. ورغم أن هذه الأساليب تتلاءم مع بنى الحاسوب العنقودية وفائقة الأداء، إلا أن مسائل الاتصال والمزامنة، بالإضافة إلى تعقيد نشر هذه النماذج، لا تزال تشكل عقبات أمام انتشارها على نطاق واسع.
في تطور حديث، تم استخدام الخوارزميات المتوازية للبيانات على وحدات معالجة الرسوميات (GPUs) لمحاكاة النماذج القائمة على الوكلاء. وقد مكنت الذاكرة ذات النطاق الترددي العالي وقوة الحوسبة الهائلة لوحدات معالجة الرسوميات من محاكاة ملايين الوكلاء بمعدلات عالية جداً.

### التكامل مع أشكال النمذجة الأخرى
باعتبار النمذجة القائمة على الوكلاء إطارًا عامًا للنمذجة، وليس أداة محددة، فقد تم دمجها مع أشكال نمذجة أخرى. على سبيل المثال، تم دمجها مع نظم المعلومات الجغرافية (GIS)، حيث توفر النمذجة القائمة على الوكلاء نموذجًا للعمليات، بينما توفر نظم المعلومات الجغرافية نموذجًا للبيئة المكانية. وبالمثل، تم دمجها مع أدوات تحليل الشبكات الاجتماعية، حيث تحاكي النمذجة القائمة على الوكلاء الديناميكيات على الشبكة، بينما تحلل أدوات الشبكات الاجتماعية بنية هذه الشبكة.[12] وتوفر أدوات مثل "جاما - (بالإنجليزية: GAMA)‏" بيئة مناسبة لدمج الديناميكيات النظامية ونظم المعلومات الجغرافية مع النمذجة القائمة على الوكلاء. [13]

## التحقق والتصديق
يشكّل التحقق والتحقيق (V&V) لنماذج المحاكاة ركيزة أساسية في ضمان جودتها وصدق نتائجها. ويتجلى التحقق في التأكد من مطابقة النموذج المنفذ للتصور النظري الذي بني عليه، بينما يهدف الاعتماد إلى إثبات ارتباط هذا النموذج بالواقع المادي. وتشمل جوانب الاعتماد المتعددة المصادقة البصرية، وتحليل الحساسية، والمعايرة، والاعتماد الإحصائي. وقد قُدِمَ نهج إطار محاكاة الأحداث المنفصلة كأداة للقيام بالاعتماد في أنظمة الوكيل. ويمكن العثور على مرجع شامل حول الاعتماد التجريبي لأنظمة الوكيل هنا.
كمثال على تطبيق تقنيات التحقق والاعتماد، يمكن الاستعانة بنظام الوكيل متعدد الطبقات الافتراضي (VOMAS)، الذي يعتمد على هندسة البرمجيات لتطوير نظام وكيل افتراضي بالتزامن مع نموذج الوكيل الأصلي. وقد قدم "موازي" وزملاؤه مثالًا عمليًا على استخدام الوكيل متعدد الطبقات الافتراضي للتحقق والاعتماد في نموذج محاكاة لحرائق الغابات. كما تم تكييف أسلوب آخر من أساليب هندسة البرمجيات، ألا وهو التطوير بقيادة الاختبار، لخدمة غايات الاعتماد في نماذج الوكيل. تتميز هذه الطريقة بقدرتها على أتمتة عملية الاعتماد من خلال استغلال أدوات اختبار الوحدة.